# Andante Favori

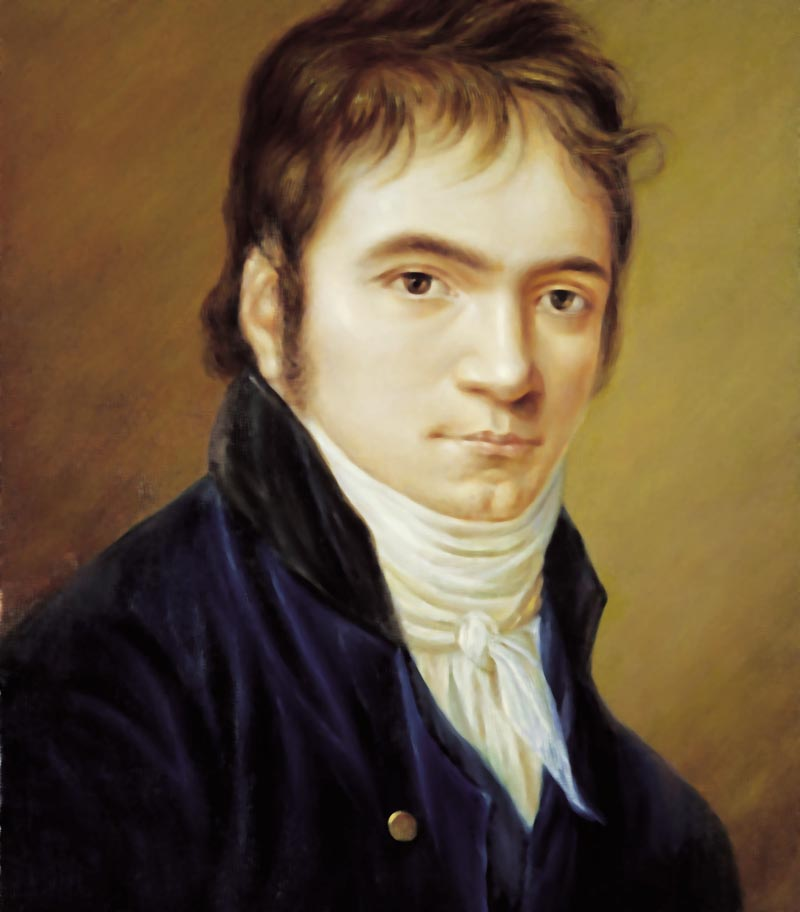
Beethoven

Het Andante Favori is een werk voor solo piano van Ludwig van Beethoven, geschreven in 1803, uitgegeven in 1805.
Het werk staat in F majeur, met de tempoaanduiding Andante grazioso con moto, zoals de bijnaam van het werk al suggereert.

## Compositie
Het werk was oorspronkelijk bedoeld als tweede deel voor zijn Waldstein sonate, opus 53, maar is vervangen door een nieuw Adagio Molto, ook in F majeur (de subdominant van de Waldstein).
De reden van deze vervanging was dat een vriend van Beethoven, nadat het hem voorgespeeld was, hem vertelde dat het werk te lang was.
Beethoven zag in dat zijn vriend gelijk had, en schreef een nieuw opmerkelijk tweede deel als introductie tot de rondo, het derde deel van de Waldstein. Eén jaar later werd het Andante Favori alsnog uitgegeven als los werk, WoO 57.
Waarschijnlijk is het een goede beslissing geweest van Beethoven dit nieuwe deel te schrijven, omdat het een vleugje dramatiek toevoegt aan het werk. Daarnaast is het Andante Favori een prima werk op zichzelf, en is ook nu nog zeer geliefd en niet zelden gespeeld.
De bijnaam Andante Favori is aan het werk gegeven door Karl Czerny. Doordat Beethoven het werk zeer graag en vaak in het openbaar speelde, nam Czerny aan dat dit een favoriet werk van Beethoven moest zijn. Vandaar Favori. Andante staat simpelweg voor de tempoaanduiding van het werk.